# شونزو اونو
شونزو اونو (انگلیسی: Shunzo Ono؛ زادهٔ ۲۹ مارس ۱۹۶۵) بازیکن فوتبال اهل ژاپن است.
از باشگاه‌هایی که در آن بازی کرده‌است می‌توان به باشگاه فوتبال کاشیما آنتلرز اشاره کرد.